# Versi perversi
Versi Perversi è un libro di storielle a rime scritto da Roald Dahl del 1982, in collaborazione con l'illustratore Quentin Blake.
Il libro è una raccolta di filastrocche comiche che reinventa celebri favole e fiabe come Cenerentola, Biancaneve, Jack e il fagiolo magico, Cappuccetto Rosso ed I tre porcellini. 
Alle favole sono aggiunti humour nero, colpi di scena e violenza; per questo motivo alcuni critici sconsigliarono il libro, trovandolo inadatto ai bambini, ma Versi perversi ebbe comunque un grande successo di pubblico.

## Trama
In Cenerentola, la trama è rimasta fedele al racconto originale, fino a quando una delle brutte sorelle cambia la sua scarpa con quella che Cenerentola aveva lasciato al ballo. Tuttavia, quando il principe vede che essa si adatta a una delle sorelle, decide di non sposarla, e invece i suoi uomini le tagliano la testa lì sul posto. Quando il principe decapita la seconda sorella e sta per fare lo stesso con Cindy, questa invece esprime il desiderio di sposarsi con un uomo per bene. La sua fata madrina esaudisce questo desiderio e la fa maritare con un semplice e onesto venditore di marmellate.
In Jack e la pianta di fagioli, il gambo del fagiolo fa crescere foglie d'oro verso l'alto. La madre di Jack lo manda a prenderli, ma quando quest'ultimo sente il gigante minacciare di mangiarlo dopo aver sentito il suo odore, scende senza raccogliere l'oro. La madre di Jack si arrampica quindi dopo aver accusato quest'ultimo di essere puzzolente, ma viene mangiata. Imperterrito, Jack decide di fare il bagno, quindi si arrampica e raccoglie le foglie, poiché il gigante non è in grado di annusarlo dal momento che è pulito. Ora ricco, Jack decide di fare il bagno ogni giorno.
Biancaneve e i sette nani inizia nel modo originale, ma dopo che il cacciatore decide di non uccidere Biancaneve, questa viene assunta come cuoca e domestica per sette ex fantini (i nani). Sebbene questi siano giocatori compulsivi di corse di cavalli, non hanno particolarmente successo. Quindi Biancaneve decide di aiutarli, e si intrufola per rubare lo specchio magico, che può predire correttamente il cavallo vincitore e rendere i sette fantini (e Biancaneve) milionari, con la morale che "Il gioco d'azzardo non è un peccato purché tu vinca sempre".
In Cappuccetto Rosso, il lupo entra nella casa della nonna e la divora prima di indossare i vestiti per mangiare Cappuccetto Rosso. Lei però non è turbata, tuttavia, ed estrae con calma una pistola dai suoi mutandoni con la quale spara al lupo, da cui ne ricava un nuovo cappotto di pelle.
In I tre porcellini, il lupo abbatte rapidamente le case di paglia e di legno e riesce a divorare i primi due maiali. La casa di mattoni è troppo robusta, quindi il lupo decide di tornare quella sera con dinamite. Il terzo maiale decide di chiedere a Cappuccetto Rosso di venire a occuparsi del lupo. Quest'ultima lo uccide ed ottiene un secondo cappotto di pelle di lupo e una borsa da viaggio in pelle di maiale.

## Edizioni
- Roald Dahl, Versi Perversi, traduzione di Roberto Piumini, collana I criceti, Salani, 1993,  p. 42, ISBN 88-7782-887-0.